# Acid teluric
Axit teluric là hợp chất hóa học với công thức hóa học là H2TeO4. Axit này trước đây chưa được biết đến, thay vào đó là "telu(VI) hydroxide", hay chính xác hơn, axit orthoteluric có công thức đầy đủ Te(OH)6 (hay H6TeO6). Axit orthoteluric được biết đến nhiều hơn; nó có hai dạng cấu trúc tinh thể là ba phương và đơn tà, cả hai hệ tinh thể đều chứa 6 phân tử Te(OH)6 tạo thành khối tám mặt.

## Tính chất hóa học
Tính chất cơ bản:
- Phản ứng với kim loại:

H2TeO4 + Fe → FeTeO4 + H2↑
- Phản ứng với base:

H2TeO4 + 2KOH → K2TeO4 + 2H2O
Tính chất riêng:
- Axit teluric khan ổn định trong không khí đến nhiệt độ 100 °C (212 °F; 373 K). Ở trên điều kiện này nó khử nước để tạo thành axit teluric decame, một loại bột trắng hút ẩm với công thức gần đúng là (H2TeO4)10, và axit aloteluric, một axit xi-rô trong cơ cấu chưa biết với công thức gần đúng là (H2TeO4)3(H2O)4.
- Làm nóng axit teluric ở nhiệt độ trên 300 °C (572 °F; 573 K) sẽ làm biến đổi kết tinh α của telu trioxit, α-TeO3.
- Axit teluric phản ứng với điazometan tạo ra este hexametyl, Te(OMe)6.
- Axit teluric và muối của nó chủ yếu chứa telu với số phối tử 6. Điều này đúng ngay cả đối với muối MgTeO4.

## Sản xuất
Axit teluric được điều chế qua quá trình oxy hóa telu hoặc telu dioxide với một các chất oxy hóa mạnh như hydro peroxide, crom(VI) oxit hoặc natri peroxide:
TeO2 + H2O2 + 2H2O → Te(OH)6

## Các axit chứa telu khác
- Axit parateluric (H4TeO5), hay TeO3.2H2O là axit trung gian giữa axit teluric và axit orthoteluric.
- Axit orthoteluric (H6TeO6), hay TeO3.3H2O là một axit yếu, tham gia các phản ứng hóa học và tạo thành muối telurat với kết cấu vững chắc hoặc các muối hydrorthotelurat có kết cấu yếu hơn.
- Axit telurơ, chứa telu ở trạng thái oxy hóa +4, H2TeO3 được biết đến nhưng cũng không đặc trưng.
- Hydro teluride là một chất khí không ổn định. Nó tan ít trong nước tạo axit teluhydric.